# Union (Nyugat-Virginia)
Union település az Amerikai Egyesült Államok Nyugat-Virginia államában, Monroe megyében, melynek megyeszékhelye is. Lakosainak száma 419 fő (2020. április 1.).

## Népesség
A település népességének változása:

| 2010 | 565 |
| 2020 | 419 |